# 흐룬팅
흐룬팅(고대 영어: Hrunting)은 앵글로색슨어 서사시 《베오울프》에서 주인공 베오울프가 그렌델의 어미를 퇴치하러 갈 때 운페르드에게 받은 검이다. 베오울프가 흐룬팅을 받는 장면은 서사시 제1455행에서 제1458행에 해당한다. 흐룬팅은 대단한 명검으로 그 사용자를 실망시킨 적이 한 번도 없다고 한다. 하지만 베오울프가 호수 밑으로 내려가 그렌델의 어미와 싸울 때 전혀 도움이 되지 않았다.
《베오울프》가 배경으로 삼고 있는 앵글로색슨인 문화는 전쟁을 중시했으며 도검이 상당한 중요성을 지니고 있었다. 때문에 전쟁에 사용되는 무기를 교환하는 것은 큰 의미가 있는 행동이다. 도검 따위의 무기들은 앵글로색슨 사회에서 가족 대대로 내려오거나, 괴물을 퇴치하여 얻거나, 마법적 바위 밑에서 발견되거나, 귀족이 자기 봉신에게 하사하는 등의 형태로 나타난다. 때때로 전사들 사이에서도 이러한 교환이 이루어지는데, 그 한 사례가 흐룬팅이라고 할 수 있다. 운페르드가 베오울프에게 자기 검을 넘겨주는 것은 운페르드의 명예가 실추되었으며 그가 자신보다 강대한 전사인 베오울프에게 복종한다는 것을 의미한다. 그러나 흐룬팅은 베오울프가 그렌델의 어미를 상대할 때 도움이 되지 못함으로써 마치 그 전 주인인 운페르드가 그렌델을 이겨내지 못한 것을 떠오르게 한다. 앞서 베오울프가 그렌델을 퇴치하자 덴마크 왕 흐로드가르는 그에게 많은 무기를 선물로 주는데 이는 게르만 사회에서 무기의 중요성을 재차 강조한다. 베오울프는 이렇게 받은 선물들을 자기가 섬기는 히겔락 왕에게 넘김으로써 왕에 대한 자신의 충성을 증명한다.
운페르드가 베오울프에게 흐룬팅을 주는 행위, 그리고 흐룬팅이 그렌델의 어미를 상대로 무용지물 폐기되는 모습은 서사시에서 상당한 상징을 함축하고 있다. 운페르드는 서사시 초반에 베오울프를 마음에 들지 않아했는데, 그랬던 운페르드가 베오울프에게 “공격적인(thrusting)”이라는 의미의 흐룬팅을 선물하는 것은 평화와 포용의 의미로 해석될 수 있다. 이러한 견지에서 검을 건네주는 행위는 운페르드가 베오울프를 강력한 전사로 인정했음을 보여준다. 다른 한편 운페르드는 서사시에서 교활하고 미덥지 못한 인물로 묘사된다. 어떤 학자들은 흐룬팅이 운페르드가 자기 친족을 죽이는 데 사용한 검이라는 설을 제기하기도 한다. 그렇다면 운페르드가 흐룬팅을 넘겨주는 목적은 그렌델의 어미라는 위험에 맞서 싸우는 역할을 베오울프에게 떠넘기고 전사의 역할을 방기하는 것이라고 해석될 수도 있다. 첫 번째 해석에 따르면 돌연 베오울프에게 호의적 태도로 돌변하는 운페르드의 행동은 고귀한 이유로 행해진 것이라 할 수 있다. 그러나 운페르드의 검이 싸움에서 무용했음은 운페르드의 의도가 고귀하기보다는 비겁한 데 있었음을 시사한다.
흐룬팅이 어째서 그렌델의 어미를 상대로 무용지물이었는지 그 이유도 학자들의 논쟁의 대상이 된다. J.L. Rosier는 A Design for Treachery: The Unferth Intrigue에서 운페르드가 흐룬팅이 무용할 것이라는 것을 알면서도 의도적으로 베오울프에게 흐룬팅을 주었을 것이며, 그 목적은 아마 운페르드 자신이 실패했을 경우 베오울프가 자신의 후임자가 되는 것을 막기 위함이라는 설을 제기한다. 한편 J.D.A Oglivy는 여기에 반대하면서 다음과 같은 이유를 든다. 우선 운페르드가 일부러 열등한 무기를 주었다면 흐룬팅의 마법적 능력에 대한 장황한 설명이 주어질 이유가 없다. 또한 베오울프가 결국 그렌델의 어미를 죽일 때 사용한 검은 거인들이 만든 검이라고 되어 있다. 이는 즉 그렌델의 혈통이 인간이 만든 무기에 면역을 가지는 어떤 마법적 불사성을 가지고 있음을 의미한다. 흐룬팅의 무쓸모함이 드러나는 제1527행의 “wæs forma sið”을 Heaney는 “바로 이 순간에,” David Wright, Michael Alexander, Constance B. Heatt, J.R.R. Tolkien, 등은 “이때 처음으로”라고 번역하는데, 이러한 번역 역시 운페르드가 흐룬팅이 쓸모없을 것이라고 예상치 못했다는 설을 지지하는 것이다.
흐룬팅의 무용함을 작품 전체를 지배하고 있는 기독교적 관념과 연결해 해석하는 경우도 있다. Kent Gould는 "Beowulf" and Folktale Morphology: God as Magical Donor에서 흐룬팅의 실패는 비기독교인인 운페르드의 소유였기 때문이며, 베오울프가 악을 퇴치할 수 있는 강력한 검은 오직 신의 뜻에 의해 주어진 것이라는 설을 제기한다. Gould에 따르면 이는 적을 압도할 수 있는 힘을 부여해주는 것은 오로지 신 뿐이라는 기독교적 메시지의 분명한 증거이다. 그렌델 모자의 혈통을 살펴보면 기독교적 배경이 보다 분명히 드러나는데, 제106-108행에서 그렌델은 카인의 후예라고 명시되어 있다.